# Carlos Maria de Caula
Carlos Maria de Caula • GCA • GCOSSML • ComTE • ComNSC (Lisboa, 26 de maio de 1809 – Lisboa, 13 de fevereiro de 1886) foi um Marechal de campo, General de divisão e 2º Visconde de Elvas (1865).

## Biografia
Filho de Carlos Frederico Bernardo de Caula e Maria Zeferina Henriqueta de Araújo, General-Governador das Armas do Exército e do Reino de Portugal, o 1º Visconde de Elvas. Sua irmã, Maria Carlota de Araújo de Caula, casou com Manuel Duarte Leitão, português influente, Ministro da Justiça e Secretário de Estado.

## Carreira Militar
Alistou-se como voluntário no 2º batalhão do Regimento de Infantaria N.º 11 (destacado no Brasil) em 15 de julho de 1818 tendo apenas 9 anos de idade. Foi nomeado cadete no mesmo dia. No Exército Português, o posto de cadete foi criado por decreto em 16 de Março de 1757, para ser atribuído aos nobres que assentavam praça num regimento, para receberem instrução sobre a arte e a disciplina militar e para se tornaram futuros oficiais, com conhecimento sobre as funções dos postos inferiores. Foi nomeado alferes agregado para este batalhão por decreto de 1 de dezembro de 1818. Por aviso de 15 de fevereiro de 1822 obteve licença para ficar no Rio de Janeiro, e, regressando a Lisboa pouco depois, foi-lhe permitido frequentar a Academia Real de Marinha, por portaria de 19 de Julho.
Foi nomeado Alferes efetivo do Exército Português por decreto de 1 de setembro de 1825. Unido ao Estado-maior da Praça de Elvas por aviso de 17 de setembro de 1825. Tenente por distinção segundo o disposto no decreto de 29 de maio de 1827. Foi designado às ordens do general das armas por aviso de 31 de agosto de1827.

### Cerco do Porto
Apresentou-se ao exército libertador em Lisboa aos 26 de julho de 1833. Nomeado às ordens do major de engenharia encarregado dos trabalhos de fortificação da linha de defesa da capital por portaria de 30 de agosto, e logo depois para executar diferentes serviços junto ao exército de operações que se achava em frente de Santarém. Deputado assistente do quartel, mestre-general por decreto de 28 de maio de 1834, capitão em 24 de julho de 1834. Passou a servir na secretaria da guerra por portaria de 15 de outubro de 1834, voltando como adjunto à repartição do quartel mestre-general em 29 de maio de 1835. A 9 de dezembro de 1835, foi nomeado para exercer o lugar de chefe da 2º repartição da 2º direção do ministério da guerra, onde, e por decreto de 17 de dezembro de 1835, obteve passagem ao corpo do estado-maior do exército.
Após o casamento de D. Maria II, em 1 de janeiro de 1836, ela assinou um decreto nomeando D. Fernando II marechal general do Exército, e coronel honorário do batalhão de caçadores n.º 5. A 29 de março foram nomeados para servir às ordens os seguintes oficiais: Carlos Maria de Caula, juntamente com Ferreira Sarmento, Vaz Parreira, António, Francisco e Luís de Melo Breyner, D. Manuel de Sousa Coutinho, e o conde de Saint-Léger da Bemposta.
Atendendo aos seus relevantes serviços, foi nomeado ajudante de campo do príncipe D. Fernando, lugar de que pediu a exoneração pouco depois. Nomeado major da 2º brigada da 2º divisão do exército de observação em 22 de dezembro de 1840 (ordem de exército nº 67), cargo que exerceu até que o referido cargo foi dissolvido (Ordem do exército nº 13 de 10 de fevereiro de 1871, Major para o corpo do estado maior do exército por decreto de 9 de março de 1842, obtendo mais tarde licença para completar na França seus estudos militares, onde permaneceu de maio a novembro de 1845.

### Revolução da Maria da Fonte
Foi nomeado ao estado maior general do corpo de exército de operações pela ordem do exército nº 6, de 6 de novembro de 1846, e logo depois passou a ser considerado como integrado ao estado maior general do exército. Promovido a tenente-coronel por decreto de 19 de abril de 1847, foi nomeado chefe de estado maior interino da 2º divisão militar em 27 de janeiro de 1848, cargo que exerceu durante poucos meses. Em novembro de 1849 (Ordem do exército nº 47), foi nomeado chefe de estado maior da 1º divisão militar, cujo serviço desempenhou até 5 de janeiro de 1850. Em seguida, assumiu a direção do Arquivo Histórico Militar, tendo sido declarado à ordens de Sua Majestade El-Rei comandante em chefe do exército em 14 de abril de 1851.
Em 1852 partiu para a França em comissão especial de serviço. No regresso a Portugal em 1854 foi promovido a coronel efetivo para o corpo do estado maior do exército por decreto de 13 de maio de 1857, e poucos dias depois, brigadeiro. Em 1860, por decreto de 16 de setembro, foi nomeado ajudante de campo de sua majestade El-Rei o Senhor D. Pedro V, cargo que passou a exercer logo depois, junto a D. Luis I, por decreto de 14 de novembro de 1861. Foi promovido a general de brigada por decreto de 14 de agosto de 1865. Em 1875 subiu ao posto de general de divisão, e em 1876 foi nomeado 1º ajudante de campo de D. Luis I.

### Escola Prática de Artilharia
A Escola Prática de Artilharia tem a sua origem em meados do século XIX (1853) quando o Palácio Real de Vendas Novas, construído no reinado de D. João V, em 1729, para celebrar os casamentos do D. José com a Infanta de Espanha, D. Maria Ana Vitória de Bourbon e do Príncipe das Astúrias Fernando VI de Espanha com a Infanta de Portugal, D. Maria Bárbara, é entregue ao Ministério da Guerra por D. Maria II.
Os estudos para a instalação de uma escola do exército no palácio, nos terrenos adjacentes, tiveram início em 1857 por ordem de D. Pedro V, e com a supervisão do então Coronel Carlos Maria de Caula. Em 1860, tem início o funcionamento do estabelecimento militar e, em 1861, por portaria do Ministro da Guerra, o visconde de Sá da Bandeira, passa a designar-se por novo campo de instrução. O primeiro regulamento da Escola Prática de Artilharia data de 28 de Abril de 1861, que marca o funcionamento regular do estabelecimento.

## Carreira política
D. Carlos Caula esteve presente como enviado especial de D. Luís I, Rei de Portugal na comitiva do casamento de D. Afonso XII com D. Maria Cristina da Áustria, em 29 de novembro de 1879, juntamente com seu parente, D. Adolfo Merelles Caula, este, deputado eleito por Ribadavia no Congresso Espanhol de 1869 a 1891 e de 1898 1907, e senador pelas províncias de Ourense, de 1891 a 1893 e de Canárias, de 1896 a 1898; e Diretor Geral dos Estabelecimentos Penais, nomeado em 1897. Estiveram com eles também o Secretário de Estado e Ajudante-de-Ordens D. Tomás Rosa, e o Sr. D. Carlos Roma du Bocage, Capitão de Engenheiros.
Esteve juntamente com Alexandre Herculano, Almeida Garrett, o Duque de Loulé e outras personalidades da vida política, acadêmica e social do Portugal de meados do século XIX na fundação do Grémio Literário de Lisboa. O Grémio Literário foi fundado em 18 de Abril de 1846, por Carta Régia da Rainha D. Maria II.
General de Divisão, 1º Ajudante de Campo de D. Luis I e ajudante honorário de D. Fernando II; tinha o curso de estado maior e participou nas campanhas de 1833, 1834, 1846 e 1847. Na primeira executou serviços de engenheiro, e na última aqueles que mais competiam à sua especialidade. Foi enterrado no jazigo da família, nos Prazeres.

## Títulos e Honrarias
- Grã-Cruz da Ordem Militar de S. Bento de Avis [30]
- Grã-Cruz da Ordem de S. Mauricio e S. Lázaro da Itália [31]
- Comendador da Ordem Militar da Torre e Espada, do Valor, Lealdade e Mérito [32]
- Comendador da Ordem de Nossa Senhora da Conceição de Villa Viçosa [33]
- Comendador da Ordem de Izabel a Católica de Espanha [34]
- Comendador da Ordem da Legião de Honra da França
- Comendador da Ordem da Coroa da Prússia
- Grande Oficial da Ordem de Leopoldo da Bélgica

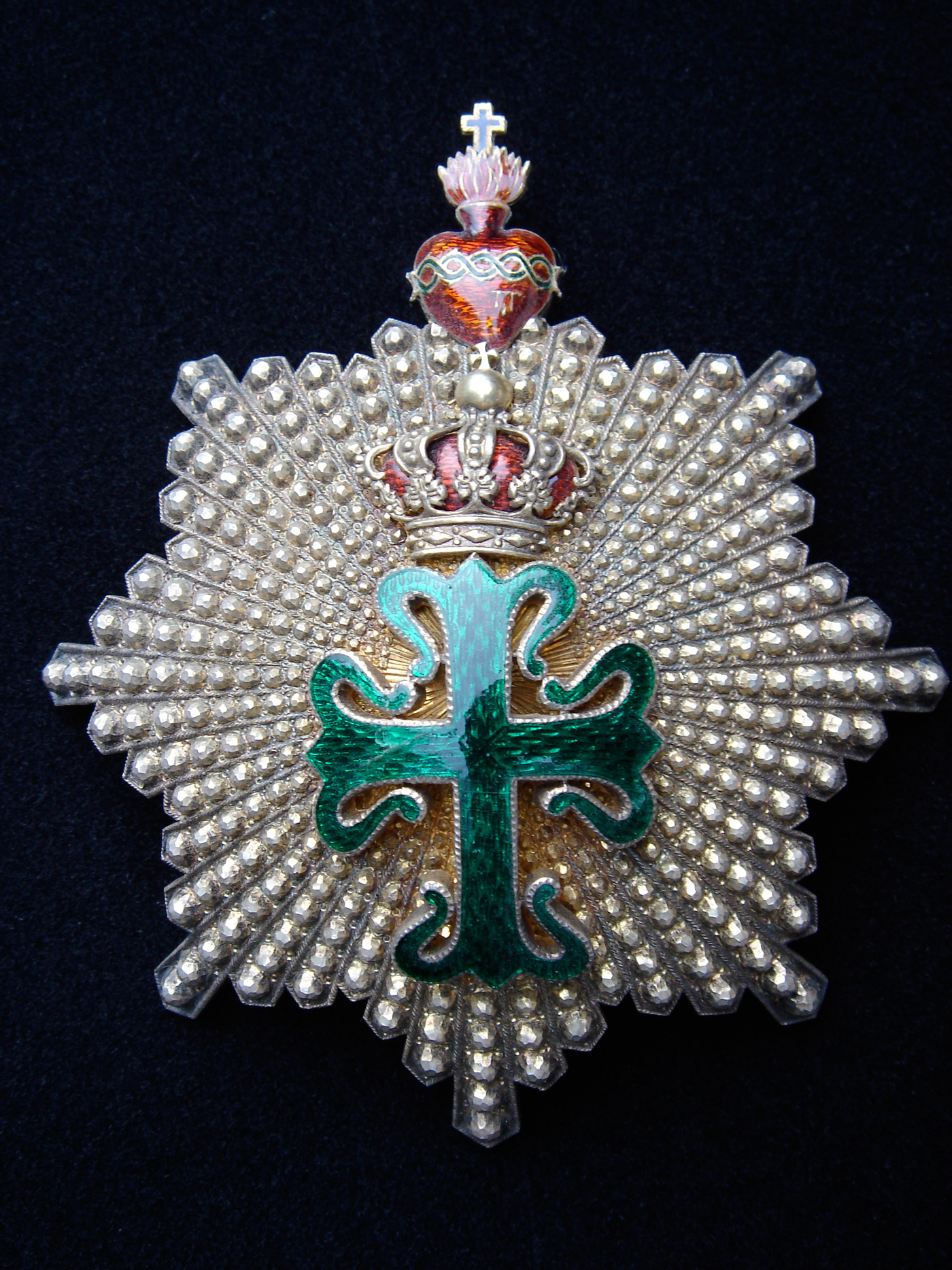
GCA
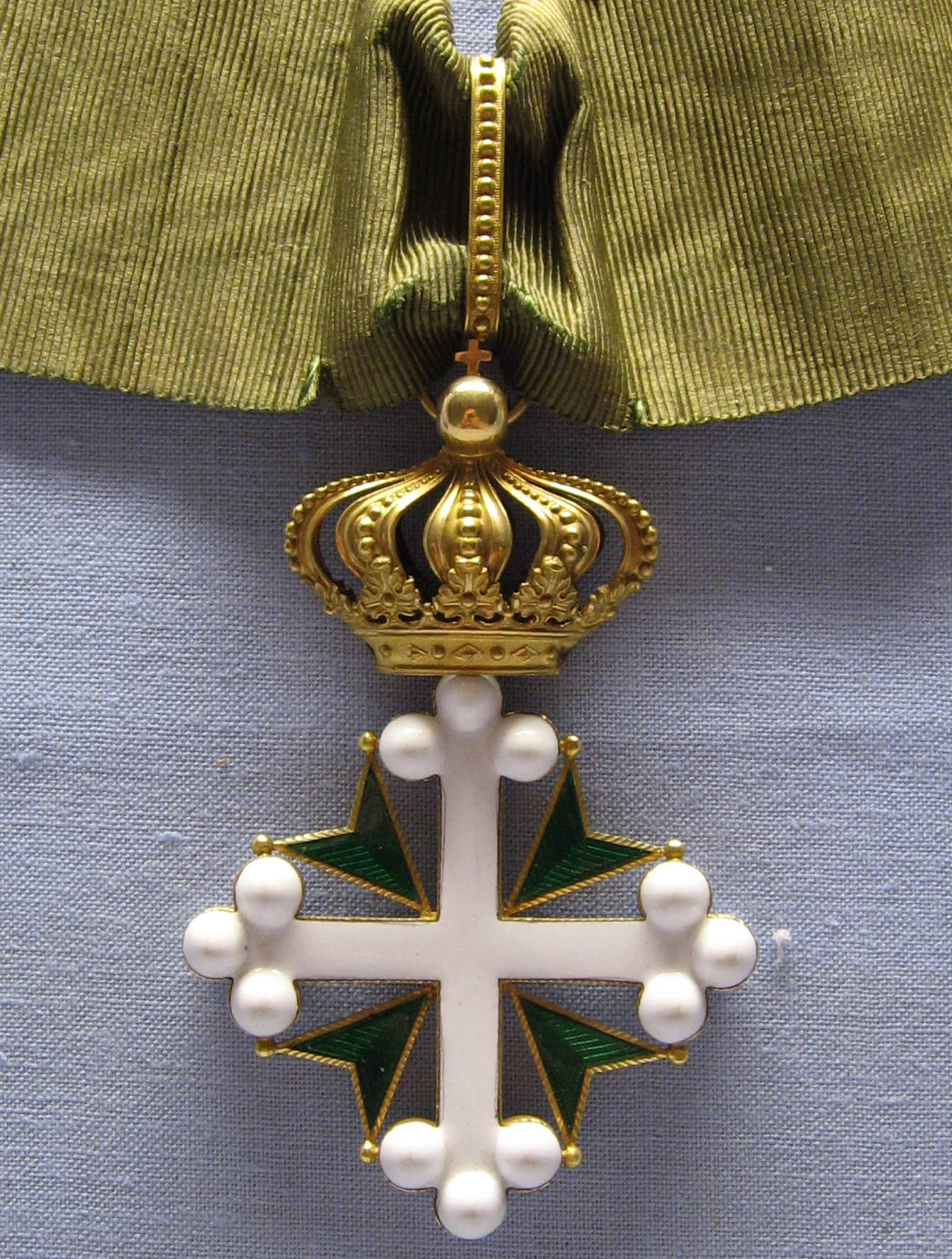
GCOSSML
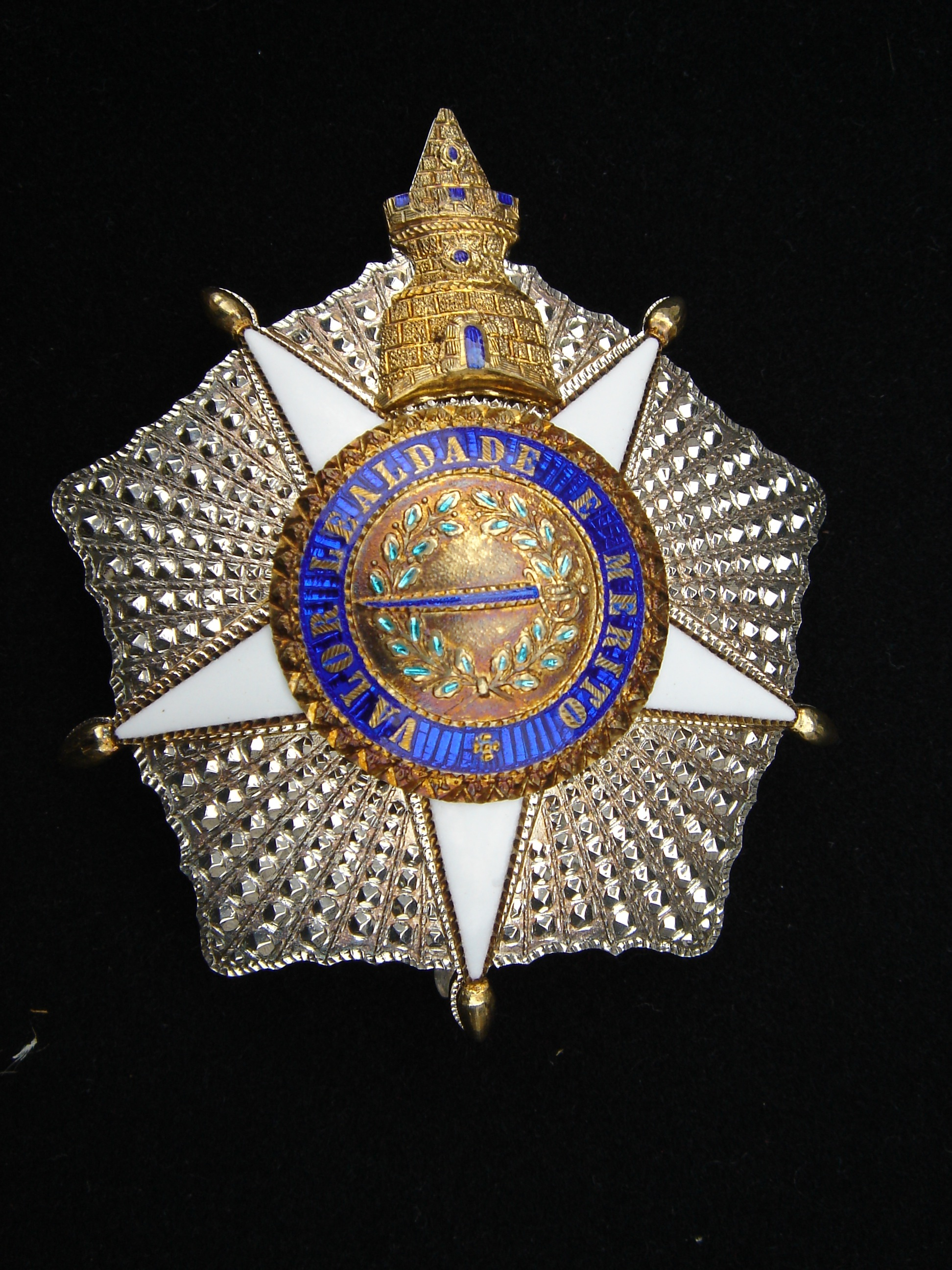
ComTE
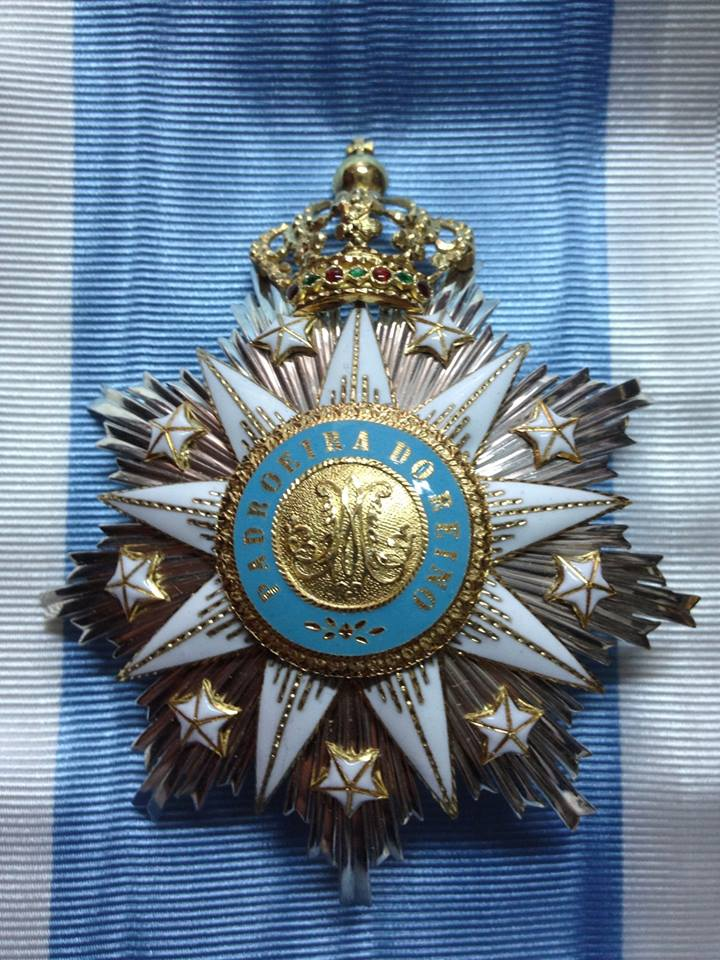
ComNSC
ComOIC